# 扎音河乡
扎音河乡，是中华人民共和国黑龙江省绥化市海伦市下辖的一个乡镇级行政单位。

## 行政区划
扎音河乡下辖以下地区：
诚实村、东太村、朝阳村、录丰村、民安村、扎音河村、录兴村、通泉村、双合村、通兴村、兴旺村和东风村。